# 대서양은행
대서양은행(大西洋銀行, 포르투갈어: Banco Nacional Ultramarino)은 전 세계적으로, 특히 포르투갈의 전 해외 지역에서 운영되었던 포르투갈의 은행이었다. 2001년 정부 소유의 은행 카이샤 제랄 드 데포지토스(Caixa Geral de Depósitos)와의 합병에 따라 포르투갈의 독립적인 법적 실체로서의 효력은 상실되게 되었다.
이 은행은 오늘날에도 중국의 특별행정구이자 전 포르투갈 제국이었던 마카오에서 Banco Nacional Ultramarino라는 브랜드로 운영을 계속하고 있으며 여기서 마카오 파타카 화폐 발행 또한 허가받았다.

## 같이 보기
- 마카오 파타카